# جوزيف دبليو. بابكوك
جوزيف دبليو. بابكوك هو سياسي أمريكي، ولد في 6 مارس 1850 في Swanton (town), Vermont ‏ في الولايات المتحدة، وتوفي في 27 أبريل 1909 في واشنطن العاصمة في الولايات المتحدة. نشط حزبياً في الحزب الجمهوري. وقد انتخب عضو جمعية ولاية ويسكونسن ‏ وانتخب عضو مجلس النواب الأمريكي ‏.